# Distretto di Vilque Chico
Il distretto di Vilque Chico è uno degli otto distretti della provincia di Huancané, in Perù. Si trova nella regione di Puno e si estende su una superficie di 499,38 chilometri quadrati.

Ha per capitale la città di Vilque Chico; nel censimento 2005 si contava una popolazione di 9.750 unità.